# Payal
Payal is een nagar panchayat (plaats) in het district Ludhiana van de Indiase staat Punjab. 

## Demografie
Volgens de Indiase volkstelling van 2001 wonen er 7.267 mensen in Payal, waarvan 53% mannelijk en 47% vrouwelijk is. De plaats heeft een alfabetiseringsgraad van 65%.